# 납작 복숭아
납작 복숭아(Prunus persica var. platycarpa, 이전에는 var. compressa로 불리기도 함, 영어: Flat peach)는 옅은 노란색을 띤 납작한 모양의 복숭아 품종이다. 서양에서는 도넛 복숭아(doughnut peach) 또는 사턴 복숭아(Saturn peach)로 부르기도 한다.

## 설명

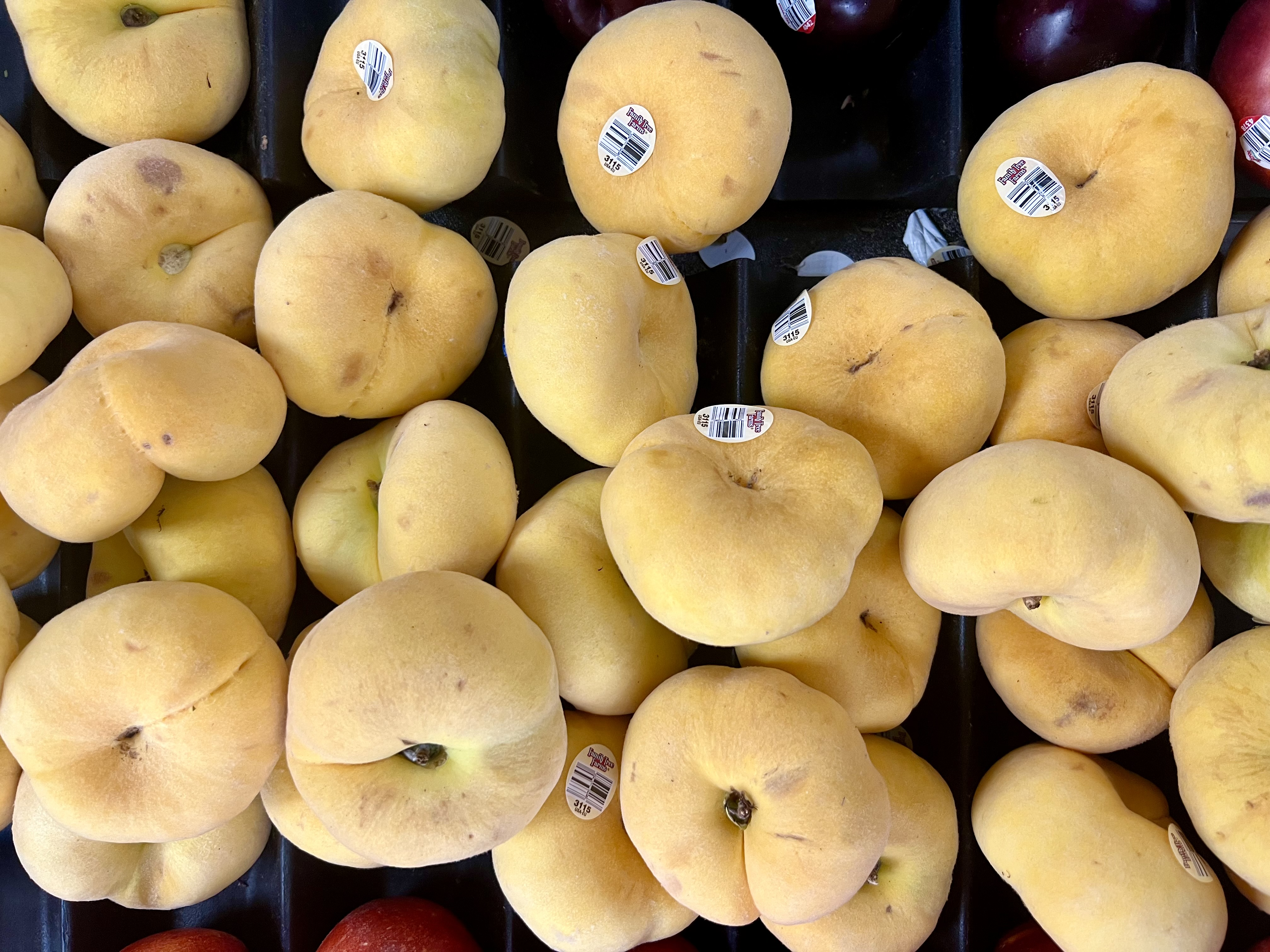
미국에서 팔리고 있는 노란색 납작 복숭아

이름에서 알 수 있듯이 납작 복숭아는 일반 복숭아 품종의 과일보다 납작하다. 껍질은 노란색과 붉은색을 띠고 있으며, 안쪽은 흰색이다. 다른 복숭아에 비해 털이 적다.
늦은 봄부터 여름이 끝날 때까지 수확된다.
납작 복숭아는 일반 복숭아와 맛이 비슷하지만 보통 더 단 맛을 낸다. 납작 복숭아는 다른 일반 복숭아에 비해 더 복잡한 맛과 풍미를 가지고 있으며 종종 아몬드의 뒷맛을 가지고 있다고 묘사된다.

## 다른 이름
특히 해외에서 납작 복숭아는 여러 이름으로 불리기도 하는데 도넛 복숭아 또는 사턴 복숭아라고도 불리며 이 외에도 파라과이 복숭아, 반도 복숭아(pan tao peach), 접시 복숭아, 배를 위로 한 복숭아, UFO 복숭아, 중국 납작한 복숭아, 모자 복숭아, 안지르 복숭아(anjeer peach, 무화과 복숭아를 의미), 커스타드 복숭아, 야생 복숭아, 흰 복숭아, 호박 복숭아, 으깬 복숭아, 베이글 복숭아 또는 피타 복숭아 등 여러 다른 이름으로 알려져 있다.

## 역사
일반적으로 납작 복숭아는 무역에서 파라과이(paraguayos)라고 불렸지만, 15세기 초중반 이전에는 파라과이에 다양한 복숭아 품종이 없었으며 오늘날의 납작 복숭아는 아마도 19세기 중국에서 유래되었을 것으로 추정된다. 납작 복숭아는 최근에 들어서야 서양에 널리 알려지게 되었으며 이전에 중국에서는 반도(pántáo, 중국어: 蟠桃, 직역: 꼬인 복숭아)라고 불렀다. 납작 복숭아는 16세기에 지어진 《서유기》에서 중요한 역할을 했는데, 옥황상제는 오공에게 Pan Tao Yuan("꼬인 복숭아 정원")을 관리하도록 명령하였고 나중에, 오공은 정원에 있는 희귀한 종류의 과일을 거의 다 먹고 영생을 얻게 된다.
납작 복숭아는 1869년 중국에서 미국으로 도입되었다. 그러나 납작한 모양의 복숭아는 근대 이전에도 기록되어 있었다. 비루니의 저서 Kitāb aṣ-ṣaidana fi 'ṭ-ṭibb에서 특정 복숭아 품종은 양쪽 끝이 카피트(kafīt, 코프타 등의 바베큐 요리를 할 때 쓰이는 도구)로 으깬 것처럼 생겼으며 깨지기 쉬운 껍질이 있는 헤이즐넛 크기의 알맹이를 포함하고 있다고 설명되어 있다. 즉, 오늘날의 납작 복숭아와 같이 일반 복숭아와 정확히 다른 생김새를 세세하게 묘사하고 있다. 비루니의 저서는 메소포타미아와 오늘날의 파키스탄 사이 지역에 초점을 맞춘 주요 작물과 약용 식물을 설명하고 있고, 잘 익은 복숭아가 운송 중에 얼마나 쉽게 상하는지 고려할 때 이 품종은 현지 농산물이었을 것으로 추정된다.(말린 납작 복숭아에서는 알맹이가 여전히 눈에 띄게 다를 수 있지만 비루니가 설명한 모양은 그렇지 않다.) 비루니는 그의 책에서 광범위한 중국 약전(藥典)에 대해 기술하진 않았지만 실크로드의 중부 구간은 비루니의 납작 복숭아가 재배된 지역의 바로 북쪽까지 이어졌으며 오늘날의 납작 복숭아가 수렴 진화를 통해 생산되지 않았다면 납작 복숭아 씨앗이나 어린 나무는 이미 1천 년 전에 과일의 신기성 때문에 중동과 중국 사이에서 거래되었을 것이다. 이 경우, 이 거래의 방향을 쉽게 알 수는 없지만, 1000년 이상 된 재래 작물일 것으로 추측된다.